# 우한 창장
우한 창장(중국어 간체자: 武汉长江足球俱乐部, 정체자: 武漢長江足球俱樂部, 병음: Wǔhàn Chángjiāng)은 중국 후베이성 우한시를 연고로 하던 과거 축구 클럽으로 2023년 1월 25일 중국축구협회 산하 어떤 축구 리그에도 참가하지 않겠다는 입장을 밝힌 뒤 구단 해산을 선언하였다.

## 역사
- 2008년 10월: 후베이 성을 연고로 하던 축구 클럽인 우한 광구가 중국 축구 협회로부터 징계를 받은 것에 대한 항의의 표시로 중국 슈퍼리그에서 탈퇴함. 이에 따라 우한 광구 선수로 뛰고 있던 선수의 대부분이 다른 클럽으로 이적함. 후베이 성의 축구 열기가 사그라질 것을 우려한 후베이 성 축구 협회는 우한 시 U-19 대표를 주축으로 한 새로운 프로 축구 클럽을 창단하기로 결정함.
- 2009년 2월: 중국 을급리그에서 후베이 뤼인(湖北绿茵)이라는 이름으로 참가함. 중국 을급리그 남구에서 우승을 차지하여 갑급 리그로 승격됨.
- 2010년 ~ 2011년: 우한 중보(中博) 치업(置業, 부동산) 그룹과 후베이 둥팡(東方) 국제 여행사가 공동으로 2,300만 위안을 출자함. 2010년에는 후베이 둥팡 궈뤼(湖北东方国旅), 2011년에는 후베이 우한 중보(湖北武汉中博)라는 이름으로 참가함.
- 2011년 12월: 우한 줘얼(卓尔) 치업 그룹과 스폰서 계약을 체결함. 이에 따라 팀 명칭도 우한 줘얼로 변경됨.
- 2012년: 중국 갑급리그에서 준우승을 차지하여 중국 슈퍼리그로 승격됨.
- 2022년: 2022년 시즌말 최종리그 순위 16위 기록하며 중국 갑급 리그로 강등됨.
- 2023년: 1월 25일 구단은 자금 부족과 소속 축구선수들에게 체불 임금 완전 지급을 약속하고 구단 해체를 선언하였다.

## 역대 감독
| 감독        | 임기        |
| ----------- | ----------- |
| 치로 페라라 | 2016 ~ 2017 |
| 리샤오펑    | 2021        |
| 리진위      | 2021 ~      |

## 같이 보기
- 우한 스포츠 센터